# Marcello Puglisi
Marcello Puglisi (* 17. Mai 1986 in Trescore Balneario, Lombardei) ist ein italienischer Automobilrennfahrer. Er fährt derzeit in der Internationalen Formel Master und in der GP2-Serie, der Nachwuchsrennserie der Formel 1.
Puglisi begann seine Rennfahrerkarriere nach mehreren Jahren im Kartsport 2003 in der italienischen Formel Renault und im Eurocup dieser Markenformel. In der italienischen Rennserie fuhr er drei Jahre lang; seine beste Saisonplatzierung war ein 13. Platz. 2003 und 2005 nahm er an insgesamt sechs Rennen des Eurocups teil, konnte aber keine Punkte erzielen. 2005 fuhr er außerdem ein Rennen in der italienischen Formel 3.
2006 gelang ihm der Aufstieg in die Euroseries 3000, wo er allerdings keine Punkte einfahren konnte. In diesem Jahr ging er auch in der Konkurrenzserie F3000 Masters an den Start. In dieser Rennserie konnte er den zehnten Rang in der Fahrerwertung erreichen.
2007 fuhr Puglisi in neu gegründeten Internationalen Formel Master. In seinem bislang erfolgreichsten Motorsportjahr gewann er ein Rennen und wurde Fünfter der Gesamtwertung.
Zum Saisonauftakt 2008 ging Puglisi in der GP2-Asia-Serie für das Team Piquet Sports an den Start, konnte aber keine Punkte erzielen. In der laufenden Saison fährt er wieder in der Internationalen Formel Master. Beim Rennen in Pau gelang ihm der erste Sieg in dieser Klasse. Nach einem Unfall des GP2-Fahrers Davide Valsecchi während des Rennwochenendes in Istanbul übernahm Puglise dessen Platz im Team Durango für das Rennen in Monaco und belegte den 17. Platz.

## Erfolge
| Saison | Serie                               | Team                    | Rennen | Poles | Siege | Punkte | Fahrerwertung |
| ------ | ----------------------------------- | ----------------------- | ------ | ----- | ----- | ------ | ------------- |
| 2003   | Italienische Formel Renault         | Cram Competition        | 10     | 0     | 0     | 2      | 26.           |
| 2003   | Formel Renault Eurocup              | Cram Competition        | 4      | 0     | 0     | 0      | -             |
| 2004   | Italienische Formel Renault         | RP Motorsport           | 17     | 0     | 0     | 34     | 13.           |
| 2005   | Italienische Formel Renault         | JD Motorsport           | 8      | 0     | 0     | 16     | 21.           |
| 2005   | Formel Renault Eurocup              | JD Motorsport           | 2      | 0     | 0     | 0      | –             |
| 2005   | Italienische Formel-3-Meisterschaft | RP Motorsport           | 1      | 0     | 0     | 3      | 15.           |
| 2006   | F3000 Masters                       | Alan Racing             | 9      | 0     | 0     | 21     | 10.           |
| 2006   | Euroseries 3000                     | Euronova                | 8      | 0     | 0     | 0      | –             |
| 2007   | Internationale Formel Master        | Promotorsport           | 16     | 0     | 1     | 47     | 5.            |
| 2007   | Le Mans-Serie                       | Scuderia Lavaggi (LMP1) | 1      | 0     | 0     | 0      | –             |
| 2008   | GP2-Asia-Serie                      | Piquet Sports           | 10     | 0     | 0     | 0      | 25.           |
| 2008   | GP2-Serie                           | Durango                 | 2      | 0     | 0     | 0      | 29.*          |
| 2008   | Internationale Formel Master        | Promotorsport           | 4      | 0     | 1     | 11     | 6.*           |

* Saison läuft noch